# Helm (volksgeloof)
De helm is het (deel van het) vruchtvlies dat bij de geboorte het hoofd van sommige kinderen omgeeft. In het volksgeloof werden  dergelijke kinderen geacht een gelukskind of ziener te zijn. Wie "met de helm geboren" is werd geacht het tweede gezicht te hebben.
Omdat een kind dat 'met de helm' werd geboren eerder als nadelig werd ervaren, of zelfs als een vloek werd gezien, verbrandde men dikwijls 'de helm' na de geboorte, waardoor deze 'zijn eigenschap verloor'.
De helm van een veulen werd in een hoge boom gehangen. Hoe hoger, hoe beter het jonge paard zijn kop recht zou houden en zou draven.
In de volksgeneeskunde werd het geboortevlies van een paard of koe uitgespreid tegen de deur van de stal en daarop geplakt, opdat het vastkleefde. Als het droog was, knipte men er stukjes af. Deze werden in water gelegd en op een wond gekleefd, ter genezing.
Mensen die met de helm geboren werden waren aldus behept met het tweede gezicht en konden volgens de volksverhalen onder meer begrafenissen van tevoren waarnemen. Zie ook Beeldwit (mythisch wezen).
In het Gronings heet het geboortevlies het licht, in het Westerkwartier de ham, in het Fries de haam, in Staphorst de hame of ame, in West-Vlaanderen het schone, op de Zeeuwse Eilanden de ole en in Zuid-Brabant het bed.
Op de Zuid-Hollandse Eilanden, onder meer op Oude-Tonge, werden mensen die met de helm geboren worden 'beeldwitten' genoemd. Het verwijst naar een persoon die een 'beeld', een voorstelling of een figuur, vooruit 'wist'. Er werden in de 17e eeuw veel kluchten geschreven over beeldwitten.